# Justin Pitts
Justin James Pitts (nacido el 26 de octubre de 1994 en Blue Springs (Misuri), Estados Unidos es un exjugador de baloncesto profesional estadounidense que jugaba en la posición de base.  

## Carrera deportiva
Es un base formado en Blue Springs South High School y en 2014 ingresaría en Northwest Missouri State Bearcats de la NCAA II donde jugaría durante 4 temporadas y obtendría el récord histórico de puntos y de asistencias de su Universidad con una media de 19,8 puntos y 4,6 asistencias por partido. Justin sería varias veces campeón de su conferencia, y campeón nacional NCAA II en 2017.
En octubre de 2018 el jugador firma por una temporada con el HLA Alicante para jugar en Liga LEB Plata, realizando unos promedios de 12,2 puntos por partido, 3,5 asistencias y 13,1 de valoración que le permitieron al conjunto alicantino ascender de categoría y ser campeón de la Copa LEB Plata.
En junio de 2019, tras conseguir el ascenso a Liga LEB Oro, el base estadounidense renueva con el HLA Alicante para disputar la Liga LEB Oro en la temporada 2019-20.
El 19 de julio de 2021, firma por el Saint-Quentin Basket-Ball de la Campeonato de Francia de Baloncesto Pro B, la segunda división francesa, pero un mes más tarde tiene que regresar a Estados Unidos por problemas personales, rompiendo su contrato con el conjunto francés.
El 1 de octubre de 2021, regresa al HLA Alicante de la Liga LEB Oro, para disputar la temporada 2021-22.
El 28 de febrero de 2022, Pitts abandona el HLA Alicante para dejar la práctica del baloncesto profesional en activo.